# Acmat

## История
Компания основана в 1948 году. Сначала фирма производила детали для грузовиков, которые были легко заменимы и могли прослужить долго. Затем начался выпуск грузовых авто и машин для военных нужд. Машины пользовались высоким спросом благодаря невысокой стоимости и надежности.

## Деятельность
Фирма АСМАТ — компания, которая с 1948 г. производит транспорт с особыми характеристиками, позволяющими без проблем передвигаться по пересеченной местности, например, автомобили военного назначения. С начала запуска производства компания была ориентирована на потребителей стран Африки и Азии, которые не могли приобрести дорогие машины.
Простота и надежность машин сразу позволили им стать популярными и оставаться востребованным до сих пор. Важной особенностью их являются унифицированные детали, которые могут быть установлены практически на любую из моделей. Стандартизация запасных частей позволяет устанавливать новые комплектующие на автомобили, произведенные несколько десятков лет назад. Такая унификация распространяется на детали кабин автомобилей, трансмиссии и структурных частей.
Кроме того, компания АСМАТ изготавливает и выпускает армейские бронированные автомобили и транспортные средства для французских пожарных частей, а также генераторы и прицепы. Невысокая стоимость машин и отличные эксплуатационные характеристики делают их незаменимыми для военных нужд.

## Галерея

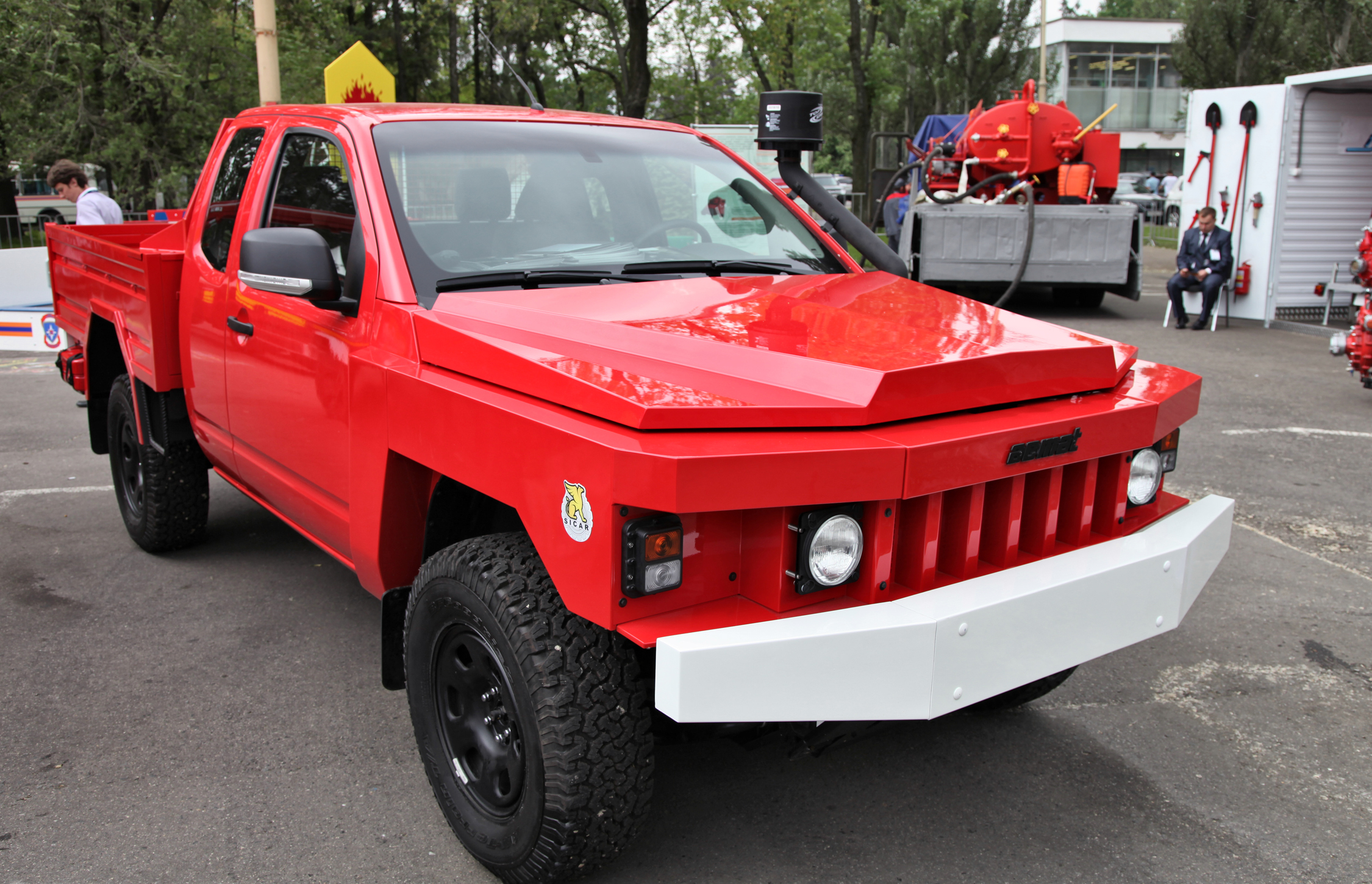
ACMAT ALTV SC
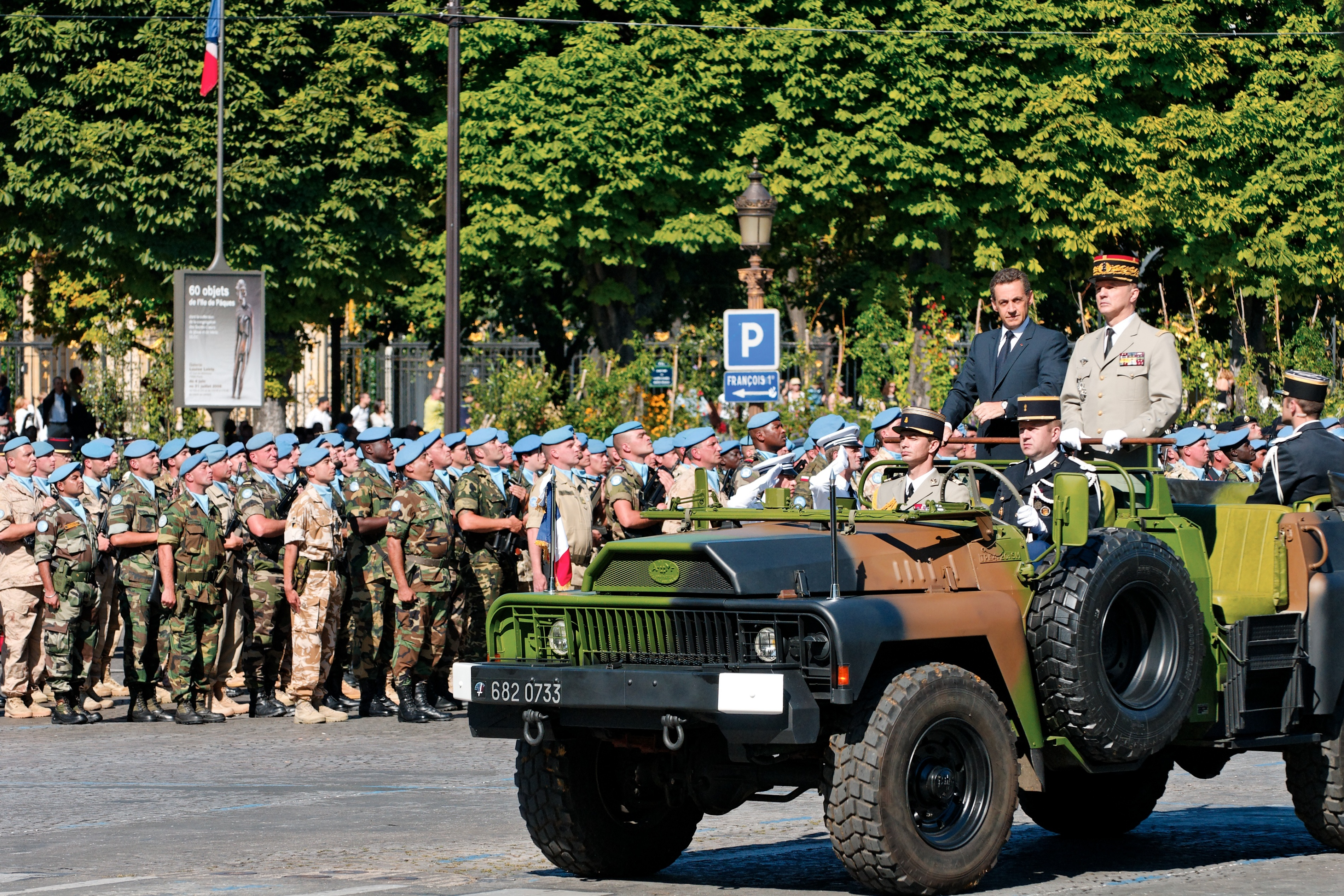
Президент Франции Николя Саркози на автомобиле ACMAT VLRA во время парада (14 июля 2008 года)
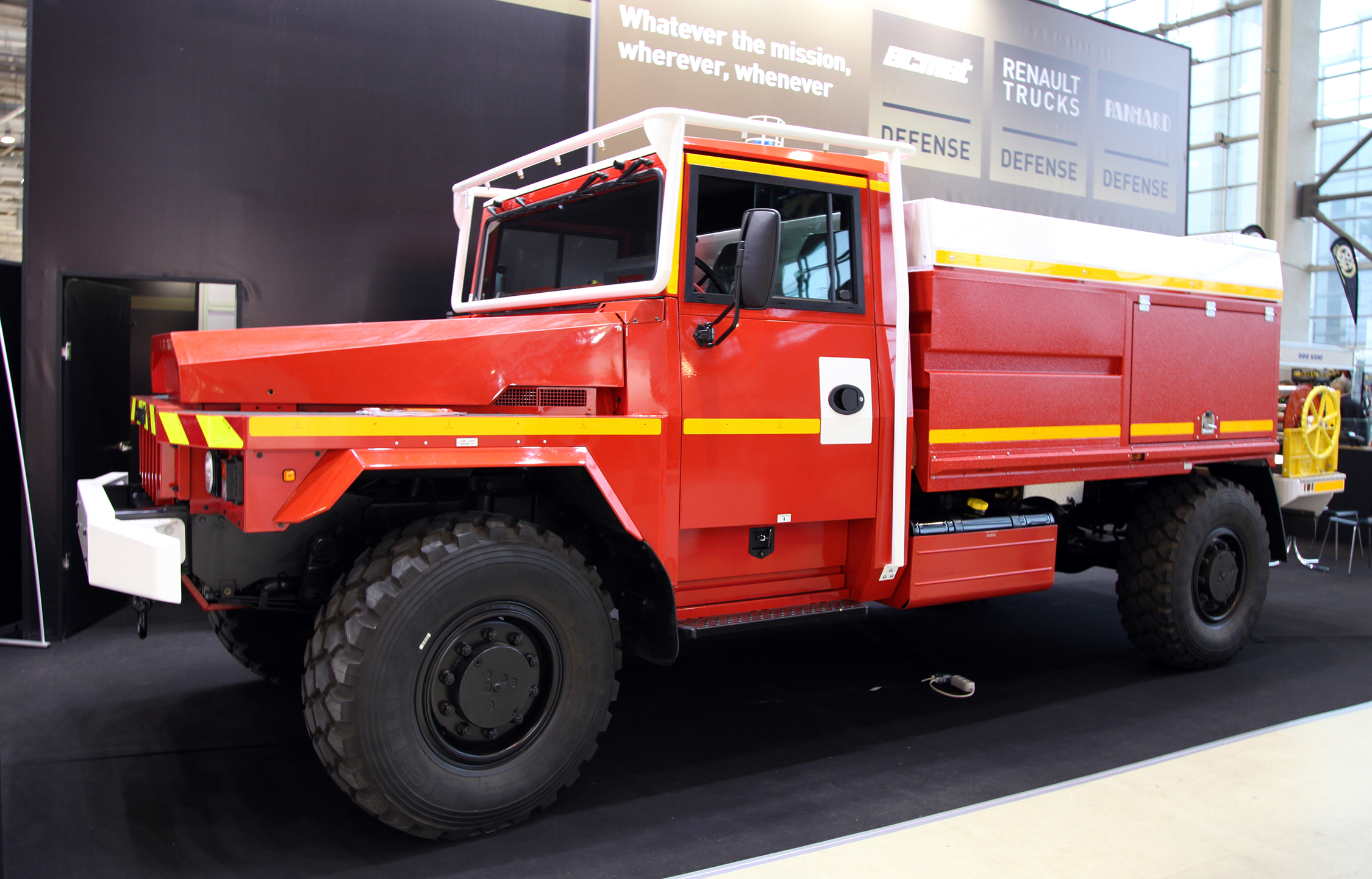
Пожарный автомобиль ACMAT VLRA2
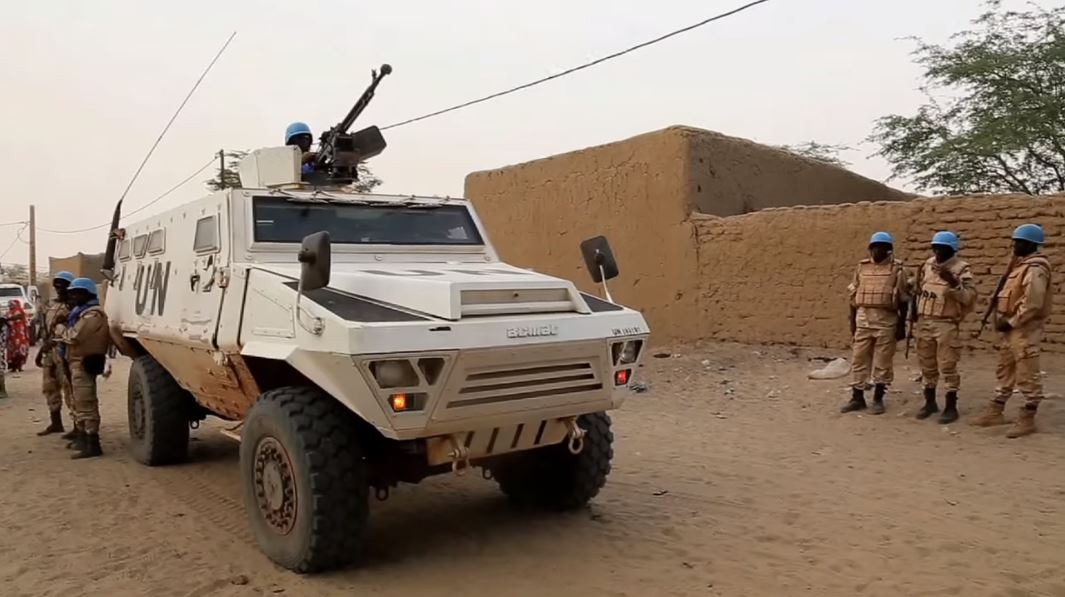
Бронеавтомобиль ACMAT Bastion из состава миротворческого контингента Буркина-Фасо на севере Мали, 2015 год